# Martinus Maria Aloysius Antonius Janssen
Martinus Maria Aloijsius Antonius Janssen Fzn. (Breda, 13 juni 1903 - Zeist, 12 mei 1969) was een accountant en politicus voor de Katholieke Volkspartij.
Martinus Maria Aloijsius Antonius Janssen was een zoon van de eigenaar van een kristal- en porseleinzaak Franciscus Johannes Antonius Janssen en Adriana Johanna Maria van den Boogaard. Na de vijfjarige h.b.s. aan de Rijks Hogere Burgerschool te Breda studeerde hij economie (1921-1926) en accountancy (1926-1929) aan de Nederlandsche Handels-Hoogeschool te Rotterdam. Na zijn afstuderen werd hij accountant bij Philips (1929-1931) en vervolgens accountant op het gebied van de wetenschappelijke bedrijfsorganisatie (1931-1942). Janssen trouwde in 1933 met de dochter van een conservenfabrikant, Anna Lucia Francisca Josephina Jansen, met wie hij drie zoons en een dochter kreeg.
Van 1946 tot 1950 was Janssen gemeenteraadslid en wethouder in Zeist en vanaf 1947 lector aan de Katholieke Economische Hogeschool te Tilburg. Van 1948 tot 1963, met een korte onderbreking in 1956, was hij lid van de Tweede Kamer der Staten-Generaal voor de KVP. Daar was hij woordvoerder financiën en economische zaken, en hield hij zich ook bezig met kernenergie. In 1957 was hij bij afwezigheid van Anton Lucas de voornaamste financiële woordvoerder van de KVP over de bestedingsbeperking. Hij was voorzitter en ondervoorzitter van enkele commissies op gebied van economisch zaken. Janssen was een matig spreker, maar wel populair vanwege zijn gezelligheid. Namens Nederland was Janssen lid van de Gemeenschappelijke Vergadering van de Europese Gemeenschap voor Kolen en Staal en van het Europees Parlement. Hij was in 1963 kandidaat voor het voorzitterschap van de Tweede Kamer, maar er rezen bezwaren, en bovendien bleek dat hij zijn werkzaamheden als accountant niet kon onderbreken - vervolgens schoof de KVP Frans-Joseph van Thiel naar voren in zijn plaats.